# Monte Calvello
Il monte Calvello è una vetta situata nella parte nord-orientale del massiccio dei Monti Picentini e più precisamente nel sottogruppo del Cervialto. Appartiene al Parco regionale Monti Picentini e ha un'altitudine di 1.579 m s.l.m.. La sua vetta rappresenta i confini comunali di quattro comuni: Lioni, Caposele, Bagnoli Irpino, Calabritto.
Secondo una credenza popolare, molto diffusa tra le popolazioni del luogo, si ritiene che il monte Calvello fosse in principio un vulcano per via della sua morfologia e dalla sua enorme conca che si trova in vetta. Ma da semplici rilievi geologici è evidente che si tratti di una semplice formazione rocciosa.